# Ruandai labdarúgó-bajnokság (első osztály)
Az 1975-ben alapított ruandai labdarúgó-bajnokság első osztálya a ruandai labdarúgás legmagasabb divíziója.

## A 2008-2009-es bajnokság csapatai
| Klub                                    | Város    | Alapítva |
| --------------------------------------- | -------- | -------- |
| Armée Patriotique Rwandaise FC (APR FC) | Kigali   | 1993     |
| Amagaju                                 | Bugesera |          |
| AS Kigali                               | Kigali   |          |
| ATRACO FC                               | Kigali   |          |
| Electrogaz FC                           | Kigali   | 2008     |
| Kibuye FC                               | Kibuye   |          |
| La Jeunesse FC                          | Kigali   |          |
| Marines FC                              | Gisenyi  |          |
| Mukura Victory Sports FC                | Butare   | 1963     |
| Police FC                               | Kibungo  |          |
| Rayon Sport                             | Kigali   | 1968     |
| SC Kiyovu Sport                         | Kigali   | 1976     |

## Bajnokcsapatok
| - 1975 : Rayon Sport (Nyanza) - 1976-79 Nincs adat - 1980 : Panthères Noires (Kigali) - 1981 : Rayon Sport (Nyanza) - 1982 : Nem került megrendezésre - 1983 : SC Kiyovu Sport\|Kiyovu Sports (Kigali) - 1984 : Panthères Noires (Kigali) - 1985 : Panthères Noires (Kigali) - 1986 : Panthères Noires (Kigali) - 1987 : Panthères Noires (Kigali) | - 1988 : Mukungwa (Ruhengeri) - 1989 : Mukungwa (Ruhengeri) - 1990-1991 : Nem került megrendezésre - 1992 : SC Kiyovu Sport (Kigali) - 1993 : SC Kiyovu Sport (Kigali) - 1994 : Nem került megrendezésre - 1995 : APR FC (Kigali) - 1996 : APR FC (Kigali) - 1997 : Rayon Sport (Nyanza) - 1998 : Rayon Sport (Nyanza) | - 1999 : APR FC (Kigali) - 2000 : APR FC (Kigali) - 2001 : APR FC (Kigali) - 2002 : Rayon Sport (Nyanza) - 2003 : APR FC (Kigali) - 2004 : Rayon Sport (Nyanza) - 2005 : APR FC (Kigali) - 2006 : APR FC (Kigali) - 2007 : APR FC (Kigali) - 2008 : ATRACO FC (Kigali) |  |

## Örökmérleg
| Klubcsapat       | Aranyérmes |
| ---------------- | ---------- |
| APR FC           | 21         |
| Rayon Sport      | 9          |
| Panthères Noires | 5          |
| Kiyovu Sports    | 3          |
| Mukungwa         | 2          |
| ATRACO FC        | 1          |

## Gólkirály
| Szezon |         | Gólkirály     | Csapat      | Találatok |
| 2004   | Ruanda  | Abed Mulenda  | Rayon Sport | 14        |
| 2005   | Burundi | Jimmy Gatete  | APR FC      | 13        |
| 2006   | Ruanda  | André Lomami  | APR FC      | 13        |
| 2007   | Ruanda  | Bogota Labama | Rayon Sport | 14        |

## Külső hivatkozások
- Statisztika az RSSSF honlapján
- africansoccerunion.com